# Corynelia jamaicensis
Corynelia jamaicensis är en svampart som beskrevs av Fitzp. 1920. Corynelia jamaicensis ingår i släktet Corynelia och familjen Coryneliaceae.   Inga underarter finns listade i Catalogue of Life.